# Spahis d'Orient
Le corps spécial de spahis d'Orient, est une unité de cavalerie indigène provisoire de l'armée française, levée pendant la guerre de Crimée, par décret impérial du 24 juin 1854.

## Histoire
Le corps devait compter jusqu'à huit régiments à quatre escadrons de cavaliers originaires d'Asie mineure, de Syriens, de Kurdes ou d'Albanais. Le général Yousouf, grande figure des spahis, ne parvient pourtant pas à en faire une troupe utilisable ou à les discipliner. Leur activité militaire a été limitée. Le corps est licencié en août 1854, après avoir déserté en masse avec armes et équipements, lors de l'assaut des troupes françaises au nord de la Dobroudja.
Ils sont parfois surnommés bachi-bouzouks, à l'instar d'un type de soldat irrégulier de l'armée ottomane.